# Desastre del Estadio Ohene Djan
El Desastre del Estadio Ohene Djan ocurrió el 9 de mayo de 2001 cuando 127 personas perdieron la vida en dicho estadio de Acra, capital de Ghana, siendo el peor desastre ocurrido en un estadio africano.

## Desarrollo
El suceso ocurrió durante la disputa de un partido entre el Hearts of Oak y el Asante Kotoko. Antes del partido se habían previsto disturbios y se adoptaron medidas de seguridad. Después de que el equipo local marcara dos goles que sirvieron para remontar el partido y dejar el marcador con 2-1, los aficionados del Kotoko empezaron a lanzar asientos y botellas al campo. La policía lanzó gases lacrimógenos a la grada, resultando una avalancha provocada por el pánico, que acabó con 127 muertos, la mayoría fallecidos por asfixia.
Los informes afirmaban que el personal médico ya había abandonado el estadio, ya que el partido estaba por finalizar, y que algunas de las puertas estaban bloqueadas.

## Consecuencias
Una investigación oficial culpó a la policía por su exceso de reaccionar con un comportamiento imprudente y el uso indiscriminado de balas de goma y gases lacrimógenos. También acusó a algunos funcionarios por deshonestidad.
Seis policías fueron acusados de los 127 homicidios, pero el tribunal dictaminó que la fiscalía no había podido hacer un caso.
La comisión de investigación recomendó mejoras en las instalaciones de seguridad del estadio y de primeros auxilios, y que debían crearse equipos de respuesta rápida a nivel nacional.
Los aficionados al fútbol de Ghana recuerdan el desastre el 9 de mayo de cada año.